# Sawangan (Kebasen)
Sawangan is een bestuurslaag in het regentschap Banyumas van de provincie Midden-Java, Indonesië. Sawangan telt 2527 inwoners (volkstelling 2010).